# Yulmok-dong
Yulmok-dong (koreanska: 율목동) är en stadsdel i staden Incheon i den nordvästra delen av Sydkorea, 32 km väster om huvudstaden Seoul. Den ligger i stadsdistriktet Jung-gu. 